# Pterotricha marginalis
Pterotricha marginalis är en spindelart som först beskrevs av Tucker 1923.  Pterotricha marginalis ingår i släktet Pterotricha och familjen plattbuksspindlar. Inga underarter finns listade i Catalogue of Life.